# Кръст на героите
Кръстът на героите е военен паметник в Румъния. Построен е от 1926 до 1928 г.
Намира се на връх Карайман (2291 м) в планината Бучеджи, Южните Карпати. Най-близкият град е Бущени. Висок е 28 м.
Официалното име на паметника е „Кръст на героите“, но разговорно е известен като „Караймански кръст“. Посветен е на загиналите румънски войници по време на Първата световна война.